# Transamerica-Airlines-Flug 18
Der Transamerica-Airlines-Flug 18 war ein nächtlicher Frachtflug im Auftrag der United States Air Force vom 18. November 1979. An diesem Tag wurde der Flug mit einer Frachtmaschine des Typs Lockheed L-188C Electra der Fluggesellschaft Transamerica Airlines durchgeführt. An der Maschine kam es zum Strukturversagen und Absturz, nachdem die Lockheed infolge eines Instrumentenausfalls außer Kontrolle geraten war. Bei dem Unfall wurden alle drei Insassen getötet.

## Maschine
Bei der verunglückten Maschine handelte es sich um eine Lockheed L-188C Electra mit der Werknummer 2016, die im Jahr 1960 im Werk von Lockheed endmontiert wurde. Die 19 Jahre und 8 Monate alte Maschine hatte ihren Rollout am 29. März 1960. Sie absolvierte am 6. April 1960 ihren Erstflug und wurde am 29. April 1960 in die Niederlande exportiert und an die KLM ausgeliefert, bei der sie mit dem Luftfahrzeugkennzeichen PH-LLI und dem Taufnamen Ceres in Betrieb genommen wurde. Die Maschine blieb knapp acht Jahre in Betrieb, am 28. März 1968 folgte der Reimport in die Vereinigten Staaten. Zum 31. März 1968 wurde die Electra durch die Universal Airlines mit dem Kennzeichen N859U wieder zugelassen und mit der Flottennummer 869 betrieben. Zum 7. Oktober 1968 wurde die Maschine zum Frachtflugzeug umgebaut und im Oktober 1968 entsprechend umgemeldet. Am 4. Mai 1972 wurde die Maschine auf die First National City Bank zugelassen, welche fortan als Leasinggeber in Erscheinung trat. Einen Tag später wurde die Electra auf die Saturn Airways registriert und am 27. Juni 1974 bei dieser noch einmal umgemeldet. Nachdem die Trans International Airlines die Fluggesellschaft im Dezember 1976 aufgekauft hatte, wurde die Maschine bei dieser Fluggesellschaft betrieben. Nach einer Umfirmierung der Fluggesellschaft gehörte die Maschine ab dem 1. Oktober 1979 der Transamerica Airlines an. Das viermotorige Mittelstreckenflugzeug war mit vier Turboproptriebwerken des Typs Allison 501-D13 ausgestattet. Bis zum Zeitpunkt des Unfalls hatte die Maschine eine Gesamtbetriebsleistung von 41.764 Betriebsstunden absolviert.

## Besatzung
Es befand sich eine dreiköpfige Besatzung an Bord der Maschine, bestehend aus einem Flugkapitän, einem Ersten Offizier und einem Zweiten Offizier:
- Der 46-jährige Flugkapitän Marvin H. Dick gehörte der Fluggesellschaft seit dem 5. Mai 1972 an. Er verfügte über Musterberechtigungen für die Flugzeugtypen Lockheed L-188 Electra, Lockheed L-100 Hercules, Curtiss C-46 und Armstrong Whitworth Argosy. Dick hatte bis zum Zeitpunkt des Unfalls eine Flugerfahrung von 15.000 bis 20.000 Stunden absolviert, von denen er 6.000 Flugstunden in der Lockheed L-188 Electra abgeleistet hatte.
- Der 35-jährige Erste Offizier Harry H. Gardiner war am 30. April 1979 durch die Fluggesellschaft eingestellt worden. Er verfügte über Musterberechtigungen für die Flugzeugtypen Lockheed L-188 Electra und Cessna Citation I. Von seinen 3.140 Stunden Flugerfahrung hatte Gardiner 2.715 Stunden in der Lockheed L-188 Electra abgeleistet.
- Der 54-jährige Zweite Offizier Jack M. Johnston arbeitete seit dem 7. Mai 1972 für die Fluggesellschaft. Er verfügte über 14.866 Stunden Flugerfahrung, davon hatte er 8.176 Stunden im Cockpit der Lockheed L-188 Electra absolviert.

## Flugplan
Der Flug der Transamerica Airlines wurde im Auftrag der United States Air Force durchgeführt. Es handelte sich um einen inländischen Frachtflug, der im Instrumentenflug durchgeführt wurde. Der Flug fand unter der Flugnummer 3N18 und dem Funkrufzeichen LOGAIR 18 statt.

## Unfallhergang
Die Maschine startete von der Hill Air Force Base in Utah zu einem Frachtflug zur Nellis Air Force Base in Nevada, welcher im Instrumentenflug durchgeführt wurde. Während des Steigfluges von Flugfläche FL120 auf Flugfläche FL130 meldete die Besatzung einen Stromausfall und forderte Kursanweisungen an, die ohne Vorhandensein funktionierender Kompasse ausgeführt werden konnten (sog. "no gyro vectors"). Außerdem forderte sie eine sofortige Freigabe für einen Sinkflug an. Während des Sinkfluges erreichte das Flugzeug eine hohe Fluggeschwindigkeit und eine hohe Sinkgeschwindigkeit. Dabei wurden die strukturellen Belastungsgrenzen der Maschine überschritten, woraufhin die Electra auseinanderbrach und zu Boden fiel. Alle drei Besatzungsmitglieder kamen dabei ums Leben.

## Ursache
Nach dem Unfall übernahm das National Transportation Safety Board (NTSB) die Ermittlungen. Der Abschlussbericht wurde am 20. Januar 1986 veröffentlicht. Die Ermittler stellten darin fest, dass es im Flug zu einem fortschreitenden Ausfall der elektrischen Anlage des Flugzeuges gekommen war, der auch zur Deaktivierung oder Fehlfunktion einiger kritischer Fluginstrumente und der Instrumentenbeleuchtung geführt hatte, während der Flug unter meteorologischen Bedingungen für Instrumentenflug durchgeführt wurde. Die Anomalien in den Instrumentenanzeigen erschwerten die Bestimmung der Fluglage der Maschine und führten zur Desorientierung und einem Kontrollverlust der Piloten über die Maschine. Die Bemühungen der Besatzung, die Kontrolle wiederzuerlangen, hatten zu aerodynamischen Belastungen geführt, die die Konstruktionsgrenzen des Flugzeugs überschritten und dazu führten, dass dieses im Flug zerbrach.